# Río Ulla
Der Río Ulla ist ein ca. 132 km langer Küstenfluss in den Provinzen Lugo und Pontevedra in der autonomen Region Galicien im Nordwesten Spaniens. 

## Verlauf
Der Río Ulla entspringt in den galicischen Bergen beim Weiler (pedanía) Cal de Mourelle in der Provinz Lugo. Er fließt hauptsächlich in westliche und südwestliche Richtungen und mündet schließlich bei der Kleinstadt Catoira in die Meeresbucht der Ría de Arousa.

## Nebenflüsse und Stausee
Mehrere kleine Flüsse und Bäche speisen den Rio Ulla, der östlich des Weilers Portodemouros zum Stausee Embalse de Portodemouros gestaut wird.

## Orte am Fluss
- Padrón
- Pontecesures
- Catoira

## Jakobuslegende
Der Apostel Jakobus der Ältere soll nach seinem Tod im Jahr 44 unbegleitet (oder in Begleitung seiner Schüler Theodorus und Athanasius) in einem Boot von Palästina bis in den Nordwesten der römischen Provinz Hispanien gekommen sein, wo er durch die Ría de Arousa und über den Fluss Ulla bis nach Iria Flavia (heute Padrón) gelangt sei; von dort sollen Helfer seinen Leichnam weiter ins Landesinnere, dem späteren Ort Santiago de Compostela, gebracht haben. Insgesamt 22 Gemeinden haben sich zur Fundación Ruta Xacobea do mar de Arousa e Ulla zusammengeschlossen.

## Sehenswürdigkeiten
Beim Weiler Pontevea quert eine sechsbogige spätmittelalterliche Steinbrücke den Fluss.